# Endotelina 1
Endotelina 1, anche nota come EDN1, è sia il nome di un gene umano sia il corrispondente peptide, e costituisce una delle tre isoforme delle endoteline umane.